# متنزه جبل تالمان الحكومي
متنزه جبل تالمان الحكومي، تبلغ مساحته 687 أكر (2.78 كـم2) متنزه حكومي في مقاطعة روكلاند بولاية نيويورك، تقع بجوار نهر هدسون في بلدة أورانج تاون جنوب من نيويورك. إنه جزء من نظام المتنزهات بين الولايات.

## تاريخ
تم تشكيل منتزه جبل تالمان الحكومي في عام 1928 بعد أن تحركت لجنة الطريق السريع 164 أكر (0.66 كـم2) ممتلكات مشغل محجر في محاولة للحفاظ على جزء من حواجز نهر هدسون . تم تحسين مرافق المتنزه في عام 1933 من قبل عمال إدارة الإغاثة في حالات الطوارئ المؤقتة ، الذين قاموا ببناء حوض سباحة وملاعب ترفيهية ومناطق للنزهات. تم توسيع الحديقة في عام 1942 مع إضافة 542 أكر (2.19 كـم2) .

## وصف
عاصمه جبل ارنست هي حديقة للاستخدام النهاري فقط تحتوي على 5 ميل (8 كـم) من مسارات المشي ، بما في ذلك أقسام من طريق طويل و رجل طويل جبل على طريق. توفر الحديقة أيضًا مسارًا للجري وملاعب تنس وملاعبًا وتزلجًا ريفيًا ومناطق للنزهات. مقابل رسوم إضافية ، يمكن للزوار أيضًا استخدام مجمع حمام سباحة داخل المتنزه ، يديره بائع خاص بموجب اتفاقية مع لجنة أليسادس عموله منذ صيف 2016.
تضم الحديقة جزءًا نيويورك مارش، والتي تم تضمينها في محمية أبحاث نهر محمية هدسون الوطنية لبحوث مصبات الأنهار.

## روابط خارجية
- New York State Parks: Tallman Mountain State Park
- New York-New Jersey Trail Conference: Tallman Mountain State Park details and trail information